# Hockey Breganze 2014-2015
Questa voce raccoglie le informazioni riguardanti l'Hockey Breganze nelle competizioni ufficiali della stagione 2014-2015.

## Risultati

### Campionato di serie A1

#### Risultati stagione regolare
| Gior. | Incontro                   | Andata | Ritorno |
| ----- | -------------------------- | ------ | ------- |
| 1ª    | Breganze - Matera          | 7 - 1  | 3 - 6   |
| 2ª    | Breganze - Correggio       | 2 - 0  | 7 - 5   |
| 3ª    | Valdagno - Breganze        | 6 - 3  | 3 - 3   |
| 4ª    | Breganze - Pieve 010       | 2 - 1  | 5 - 2   |
| 5ª    | Breganze - Sarzana         | 5 - 2  | 9 - 4   |
| 6ª    | Follonica - Breganze       | 2 - 5  | 3 - 7   |
| 7ª    | Bassano - Breganze         | 3 - 5  | 2 - 5   |
| 8ª    | Breganze - Forte dei Marmi | 1 - 2  | 7 - 10  |
| 9ª    | Breganze - CGC Viareggio   | 3 - 3  | 2 - 6   |
| 10ª   | Trissino - Breganze        | 1 - 4  | 1 - 2   |
| 11ª   | Prato - Breganze           | 2 - 18 | 1 - 9   |
| 12ª   | Breganze - Giovinazzo      | 8 - 7  | 3 - 1   |
| 13ª   | Amatori Lodi - Breganze    | 3 - 6  | 3 - 4   |

#### Classifica della stagione regolare
| Posizione | G  | V  | N | P | PF  | PS | DP  | Pt |
| --------- | -- | -- | - | - | --- | -- | --- | -- |
| 3ª        | 26 | 19 | 2 | 5 | 135 | 80 | +55 | 59 |

#### Risultati play off scudetto
| Gior. | Incontro                 | Gara 1 | Gara 2 | Gara 3 |
| ----- | ------------------------ | ------ | ------ | ------ |
| QF    | Breganze - Bassano       | 5 - 4  | 2 - 3  | 4 - 3  |
| SF    | CGC Viareggio - Breganze | 2 - 1  | 2 - 0  |        |

### Coppa Italia
| Gior. | Incontro                 | Risultato |
| ----- | ------------------------ | --------- |
| QF    | Breganze - Follonica     | 4 - 1     |
| SF    | Breganze - Trissino      | 3 - 1     |
| FI    | Breganze - CGC Viareggio | 4 - 3     |

### CERH European League

#### Risultati fase a gironi
| Gior. | Incontro           | Andata | Ritorno |
| ----- | ------------------ | ------ | ------- |
| 1ª    | Valongo - Breganze | 4 - 6  | 3 - 5   |
| 2ª    | Breganze - Vic     | 3 - 3  | 1 - 2   |
| 3ª    | Ginevra - Breganze | 5 - 6  | 2 - 7   |

#### Classifica della fase a gironi
| Posizione | G | V | N | P | PF | PS | DP | Pt |
| --------- | - | - | - | - | -- | -- | -- | -- |
| 2ª        | 6 | 4 | 1 | 1 | 28 | 19 | +9 | 13 |

#### Risultati fase finale
| Gior. | Incontro                   | Andata | Ritorno |
| ----- | -------------------------- | ------ | ------- |
| QF    | Breganze - Forte dei Marmi | 5 - 2  | 4 - 4   |
| SF    | Barcellona - Breganze      | 5 - 1  | 5 - 1   |

## Riepilogo generale stagionale
| Competizione              | G  | V  | N | P  | PF  | PS  | DP  |
| ------------------------- | -- | -- | - | -- | --- | --- | --- |
| Serie A1                  | 31 | 21 | 2 | 8  | 147 | 94  | +53 |
| Coppa Italia              | 3  | 3  | 0 | 0  | 11  | 5   | +6  |
| CERH European League      | 9  | 5  | 2 | 2  | 38  | 30  | +8  |
| Totale stagione 2014-2015 | 43 | 29 | 4 | 10 | 174 | 129 | +45 |

## Rosa 2014-2015

### Giocatori
| N° | Naz.                  | Ruolo | Sportivo          | Anno | Alt. | Peso |
| -- | --------------------- | ----- | ----------------- | ---- | ---- | ---- |
| 6  | Italia (bandiera)     | D     | Filippo Compagno  |      |      |      |
| 7  | Italia (bandiera)     | A     | Alberto De Oro    |      |      |      |
| 10 | Italia (bandiera)     | P     | Bruno Sgria       |      |      |      |
| 22 | Italia (bandiera)     | P     | Riccardo Gnata    |      |      |      |
| 27 | Italia (bandiera)     | A     | Giulio Cocco      |      |      |      |
| 29 | Italia (bandiera)     | A     | Mattia Cocco      |      |      |      |
| 33 | Portogallo (bandiera) | A     | Sérgio Silva      |      |      |      |
| 36 | Italia (bandiera)     | D     | Stefano Dal Santo |      |      |      |
| 54 | Brasile (bandiera)    | A     | Claudio Silva     |      |      |      |
| 77 | Spagna (bandiera)     | A     | Jordi Adroher     |      |      |      |

### Staff
- 1º Allenatore:  Guillem Cabestany Vives
- 2º Allenatore:  Davide Mendo
- Meccanico:  Stefano Bocconcello